# الدقم
 شهرستان دَقَم  (به عربی:  ولایة الدقم ) یکی از شهرستانهای استان وُسطی در کشور پادشاهی عمان است. شهرستان دَقَم  دارای ۲۳ روستا می‌باشد، در سابق این شهرستان از توابع (ولایت هیما) بود.
‌این شهر در وسط کشور عمان و در منطقه ساحلی اقیانوس قرار گرفته است. این شهر رو به پیشرفت با داشتن دمای متوسط بالای 25 درجه سانتیگراد در سال، یکی از شهرهای گرم عمان به حساب می آید. گفته می شود که این شهر در آینده شبیه به شهر دبی خواهد شد و پیشرفت های زیادی را در این شهر مشاهده خواهیم کرد. هم اکنون نیز پروژه های زیادی در این شهر در حال اجرا هستند و با توجه به اینکه این منطقه آزاد هست زمین های این منطقه هم فریهلد هستند.

## جمعیت
جمعیت آن  در حدود ۳۵۰۰     هزار نفر می‌باشد.